# Chico Hamilton

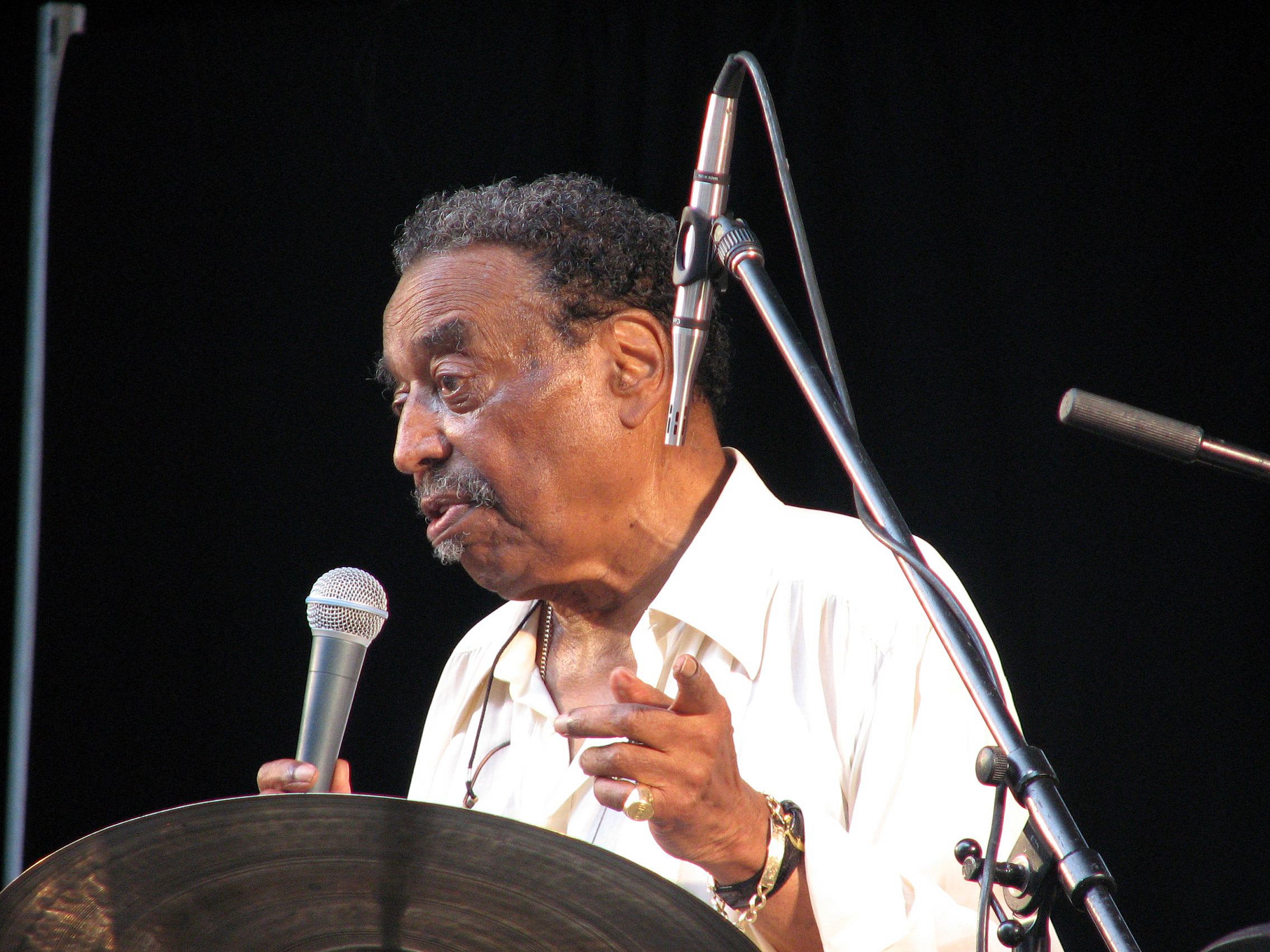
Chico Hamilton beim Charlie Parker Jazz Festival in New York City 2007

Foreststorn „Chico“ Hamilton (* 21. September 1921 in Los Angeles, Kalifornien; † 25. November 2013 in New York City) war ein US-amerikanischer Schlagzeuger und Komponist des Modern Jazz. Er hat in kammermusikalischen Besetzungen ungewöhnliche Klangkonstellationen erprobt und trommelte mit der Auffassung eines Tänzers. Seine Spezialität war „ein delikat federnder Beat mit feinen dynamischen Differenzierungen im Beckenschlag, auf die jetzt zahlreiche Drummer verstärkt zurückkommen.“

## Leben und Wirken
Chico Hamilton, ein älterer Bruder des Schauspielers Bernie Hamilton, erlebte als Jugendlicher die Glanzzeiten Hollywoods und betrieb mit Schulfreunden wie Dexter Gordon und Charles Mingus bereits eine Jazz-Combo, in der er Klarinette spielte. Zum Schlagzeug übergewechselt, hatte er mit siebzehn Jahren einen Gig bei Duke Ellington. Es folgten Aufnahmen mit Slim Gaillard und eine Tournee mit Lionel Hampton. Bereits 1941 war er in dem Spielfilm You’ll Never Get Rich (1941) als Teil der Band von Fred Astaire zu sehen; mit 21 trat er mit Ella Fitzgerald und Lester Young auf der Bühne auf. Später wurde er Clubdrummer im Billy Berg’s, einem bekannten Jazz-Treffpunkt in Los Angeles. Viele der bekannten Jazzgrößen spielten dort, so auch Miles Davis, Charlie Parker und Dizzy Gillespie, und Hamilton hatte Gelegenheit, mit allen aufzutreten. Nach seinem Militärdienst, wo er von Jo Jones unterrichtet wurde, spielte er im August 1946 in der Band des Saxophonisten Lester Young (The Complete Aladdin Recordings), dann bei Count Basie. Ab 1948 begleitete er Lena Horne.
1952 gründete Hamilton zusammen mit Gerry Mulligan und Chet Baker das klavierlose Mulligan-Baker-Quartett, das Maßstäbe für die Entwicklung der Jazzmusik setzte (etwa mit My Funny Valentine) und Hamilton im ganzen Land bekannt machte. Der Erfolg des Quartetts führte dazu, dass Hamilton ein Angebot für eine Aufnahme unter eigenem Namen bekam, die er mit Howard Roberts und George Duvivier einspielte. Mit der Kombination Gitarre-Bass-Schlagzeug, die es bisher noch nicht gab, erzielte er erneut einen Erfolg beim Publikum, ebenso durch die Integration eines Cellos in sein kammermusikalisch am Third Stream geprägtes Quintett seit Mitte der 1950er Jahre. Dieses Quintett, das auf dem Newport Jazz Festival 1956 seinen Durchbruch erzielte, war mit unterschiedlichen Besetzungen (so nacheinander mit den Holzbläsern Buddy Collette, Paul Horn, Eric Dolphy und Charles Lloyd, mit Cellisten wie Fred Katz oder Nathan Gershman und Gitarristen wie Jim Hall oder Dennis Budimir) bis 1966 sehr erfolgreich. Beim Publikum galt es als typisch für den West-Coast-Jazz. Mit seiner Gruppe trat er beim Montreux Jazz Festival 1973 auf. Anschließend arbeitete er als Komponist für Werbungs- und Filmmusik. Seit etwa 1987 trat er mit seiner Gruppe Euphoria auf.
Er schrieb Filmmusiken für die US-amerikanische Gerald-McBoing-Boing-Serie in den 1950er Jahren. Mitte der 1960er Jahre komponierte er die Musik für Roman Polańskis Klassiker Ekel, später für Filme wie Die Sonnengöttin (1993) und Liebe auf den ersten Blick (1991) von Rudolf Thome.
2004 erhielt er die NEA Jazz Masters Fellowship.

## Diskographische Hinweise
- 1956: The Buddy Collette - Chico Hamilton Sextet: Tanganjika (Dig Records)
- 1956: The Essential Billie Holiday – Carnegie Hall Concert (Verve)
- 1958: With Strings Attached/The Three Faces of Chico (Warners)
- 1958: Gongs East (Discovery)
- 1962: Passin' Thru (Impulse! Records)
- 1962: Man from Two Worlds (Impulse! Records)
- 1965: El Chico (Impulse! Records)
- 1966: The Dealer (Impulse! Records)
- 1989: Reunion (Soul Note)
- 1990: Arroyo (Soul Note)
- 1992: My Panamanian Friend (Soul Note)
- 2001: Forestorm (Koch)
- 2009: Twelve Tones of Love (Joyous Shout!)